# Dzień Dobry Dniu
Dzień Dobry Dniu – debiutancki solowy album aktorki Aleksandry Nieśpielak. Wydawnictwo ukazało się 20 października 2010 r. nakładem firmy Agora. Producentem płyty był Krzysztof Herdzin.

## Lista utworów
1. "Dzień dobry, dniu" (J. Strobel – M. Czapińska)
2. "Udawajmy, że nas nie ma" (W. Cisło – M. Czapińska)
3. "Lubię ten smutek" (S. Krajewski – M. Czapińska)
4. "Trzeba marzyć" (J. Strobel – J. Kofta)
5. "Chwilo, trwaj" (W. Nahorny – M. Czapińska)
6. "Śpiewam, śpiewam" (J. Strobel – A. Poniedzielski)
7. "Czas nie przyszedł" (J. Strobel – J. Kofta)
8. "Chcę z Tobą być" (J. Strobel – J. Kofta)
9. "Jeśli w nas" (J. Strobel – J. Wołek)
10. "Nie ma wiecznych miłości" (W. Nahorny – K. Zawadzki)
11. "Menu jesieni" (W. Nahorny – A. Poniedzielski)